# Dicya carnica
Espèce
Dicya carnica est une espèce de lépidoptères (papillons) de la famille des Lycaenidae, sous-famille des Theclinae et du genre Dicya.

## Dénomination
Dicya carnica a été décrit par William Chapman Hewitson en 1873, sous le nom initial de Thecla carnica.
Synonyme : Thecla seudiga Hewitson, 1874.

### Autres noms
Dicya carnica se nomme Carnica Hairstreak en anglais.

## Description
Dicya carnica est un petit papillon aux antennes et aux pattes annelées de blanc et de noir, avec deux fines queues, une longue et une plus courte à chaque aile postérieure.
Le dessus est bleu métallisé bordé de gris foncé.
Le revers est blanc crème, orné aux ailes antérieures et aux ailes postérieures d'une ligne postdiscale de taches orange, avec, aux ailes postérieures, deux gros ocelles orange pupillés de noir entre les deux queues et à l'angle anal.

## Écologie et distribution
Dicya carnica est présent au Mexique, en Bolivie, au Brésil et en Guyane,,.

### Protection
Pas de statut de protection particulier.